# Матлак, Штефан
Ште́фан Ма́тлак (чеш. Štefan Matlák; 6 февраля 1934, Братислава — 12 апреля 2003, Братислава) — чехословацкий футболист, играл на позиции защитника. Серебряный призёр Олимпийских игр (1964).

## Биография

### Игровая карьера
В 1953 году присоединился к братиславской «Црвене Гвезде», за которую отыграл 13 сезонов и выиграл чемпионат Чехословакии в 1959 году. 
Принимал участие на олимпийском футбольном турнире 1964 года, где сыграл один матч за сборную Чехословакии против сборной Бразилии (1:0). В составе сборной Чехословакии завоевал на Олимпиаде серебряную медаль.

### Смерть
Скончался 12 апреля 2003 года в возрасте 69 лет.

## Достижения
Интер (Братислава)
- Чемпион Чехословакии (1): 1958/59